# プラハ・オープン (男子テニス)
プラハ・オープン (Prague Open)は、1987年から1999年までチェコ(開催年から1992年まではチェコスロバキア)・プラハで毎年開催されていたATPツアートーナメント大会である。サーフェスは屋外クレーコート。1987年から1995年までは8月第1週から第2週にかけて開催されていたが、1996年からは4月下旬に開催されていた。

## 大会歴代優勝者

### シングルス
| 年   | 優勝                       | 準優勝                       | 試合結果      |
| ---- | -------------------------- | ---------------------------- | ------------- |
| 1987 | マリヤン・ヴァイダ         | トマシュ・スミッド           | 3-6, 6-3, 6-3 |
| 1988 | トーマス・ムスター         | ギリェルモ・ペレス＝ロルダン | 6-4, 5-7, 6-2 |
| 1989 | マルセロ・フィリッピーニ   | ホルスト・スコッフ           | 7-5, 7-6      |
| 1990 | ホルディ・アレッセ         | ニクラス・クルティ           | 7-6, 7-6      |
| 1991 | カレル・ノバチェク         | マグヌス・グスタフソン       | 7-6, 6-2      |
| 1992 | カレル・ノバチェク         | フランコ・ダビン             | 6-1, 6-1      |
| 1993 | セルジ・ブルゲラ           | アンドレイ・チェスノコフ     | 7-5, 6-4      |
| 1994 | セルジ・ブルゲラ           | アンドレイ・メドベデフ       | 6-3, 6-4      |
| 1995 | ボーダン・ウリラッハ       | ハビエル・サンチェス         | 6-2, 6-2      |
| 1996 | エフゲニー・カフェルニコフ | ボーダン・ウリラッハ         | 7-5, 1-6, 6-3 |
| 1997 | セドリック・ピオリーン     | ボーダン・ウリラッハ         | 6-2, 5-7, 7-6 |
| 1998 | フェルナンド・メリジェニ   | スラバ・ドセデル             | 6-1, 6-4      |
| 1999 | ドミニク・フルバティ       | スラバ・ドセデル             | 6-2, 6-2      |

### ダブルス
| 年   | 優勝                                            | 準優勝                                        | 試合結果      |
| ---- | ----------------------------------------------- | --------------------------------------------- | ------------- |
| 1987 | ミロスラフ・メチージュ トマシュ・スミッド       | スタニスラフ・ビルネル ヤロスラフ・ナブラチル | 6-3, 6-7, 6-3 |
| 1988 | ペトル・コルダ ヤロスラフ・ナブラチル           | トーマス・ムスター ホルスト・スコッフ         | 7-5, 7-6      |
| 1989 | ホルディ・アレッセ ホルスト・スコッフ           | ペトル・コルダ トマシュ・スミッド             | 6-4, 6-4      |
| 1990 | ヴォイチェフ・ファイグル ダニエル・バチェク     | ジョルジェ・コサック フロリン・セガルチェアヌ | 5-7, 6-4, 6-3 |
| 1991 | ヴォイチェフ・ファイグル シリル・スーク         | リボル・ピメク ダニエル・バチェク             | 6-4, 6-2      |
| 1992 | カレル・ノバチェク ブラニスラフ・スタンコビッチ | ヨナス・ビョルクマン ジョン・アイアランド     | 7-5, 6-1      |
| 1993 | ヘンドリク・ヤン・ダーヴィッツ リボル・ピメク   | ホルヘ・ロサーノ ジャイメ・オンシンス         | 6-3, 7-6      |
| 1994 | カレル・ノバチェク マッツ・ビランデル           | トマーシュ・クルーパ パベル・ビズネル         | 不戦勝        |
| 1995 | リボル・ピメク バイロン・タルボット             | イジー・ノバク ダヴィッド・リクル             | 7-5, 1-6, 7-6 |
| 1996 | エフゲニー・カフェルニコフ ダニエル・バチェク   | ルイス・ロボ ハビエル・サンチェス             | 6-3, 6-7, 6-3 |
| 1997 | マヘシュ・ブパシ リーンダー・パエス             | ペトラ・ルクサ ダヴィド・シュコフ             | 6-1, 6-1      |
| 1998 | ウェイン・アーサーズ アンドリュー・クラッツマン | フレドリク・バーグ ニクラス・クルティ         | 6-1, 6-1      |
| 1999 | マルティン・ダム ラデク・ステパネク             | マーク・ケイル ニコラス・ラペンティ           | 6-0, 6-2      |